# Белохохлый турако
Белохохлый турако (лат. Tauraco leucolophus) — вид птиц из семейства тураковых. Подвидов не выделяют.

## Описание
Белохохлый турако достигает длины 40 см. Масса самцов составляет 200—225 грамм, самок 198—226 грамм. Эта птица имеет голубовато-чёрное с металлическим отливом оперение на спинке, которое контрастирует с белыми хохолком, шеей и горлом. Клюв желтый. Продолжительность жизни белохохлового турако 14--15 лет.

## Распространение
Белохохлый турако обитает на территории Нигерии, Камеруна, Чада, Центральноафриканской Республики, Демократической республики Конго, Судана, Южного Судана, Кении и Уганды.

## Образ жизни
Живет стаями или маленькими семействами, проводит большую часть своей жизни в ветвях деревьев. Питается, в основном, ягодами, фруктами, а также цветами и беспозвоночными, например, улитками. Белохохлые турако моногамны. В период размножения они устраивают на деревьях плоские, небрежно сооружённые из мелких веточек гнёзда. В кладке бывает 2 белых яйца. Насиживание продолжается 3 недели, значительно больше времени (6 недель) проходит от появления птенцов на свет до того момента, когда они покинут гнездо.